# Falciot fumat
El falciot fumat  (Cypseloides fumigatus) és una espècie d'ocell de la família dels apòdids (Apodidae).

## Hàbitat i distribució
Habita boscos i zones obertes del sud-est del Brasil i zones limítrofes de l'est de Bolívia, est del Paraguai i nord-est de l'Argentina.